# Ariane 6
Ariane 6 è un lanciatore non riutilizzabile che fa parte della famiglia di lanciatori del programma Ariane. Il lanciatore è operato da Arianespace, sviluppato e prodotto da ArianeGroup, per l''Agenzia Spaziale Europea (ESA) e sostituisce il suo precedessore Ariane 5..
Ariane 6 è costituito da due stadi spinti da propulsori a idrogeno e ossigeno liquidi. Il primo stadio impiega un propulsore Vulcain evoluto da quello usato nel suo predecessore e il secondo stadio impiega il propulsore Vinci, progettato specificatamente per questo lanciatore. La variante Ariane 62 usa due razzi ausiliari a combustibile solido P120C, mentre la variante Ariane 64 ne impiega quattro. Il razzo P120C viene utilizzato anche nel lanciatore europeo Vega C, ed è una versione migliorata dal razzo P80 usato nel Vega originale.
Il suo sviluppo è stato avviato a dicembre 2014 e inizialmente il suo lancio inaugurale era previsto per il 2020, ma diversi ritardi e la pandemia di coronavirus hanno spostato la data del primo lancio, che è avvenuto il 9 luglio 2024.
Gli stati partecipanti sono: Austria, Belgio, Francia, Germania, Irlanda, Italia, Norvegia, Paesi Bassi, Repubblica Ceca, Romania, Spagna, Svezia e Svizzera.

## Obiettivi
Con l'avvento dei lanci spaziali commerciali, l'ESA ha visto la necessità di aggiornare la flotta di lanciatori per fornire un'offerta più ampia e competitiva. Uno degli obiettivi è la realizzazione di un lanciatore che consenta l'inserimento diretto in orbita geostazionaria, abbattendo i tempi di trasferimento orbitale, evitando orbite di trasferimento (GTO).
Tuttavia il lanciatore è in grado di coprire anche altri tipi di missioni: come il lancio di satelliti in orbita LEO, in orbita polare, eliosincrona (SSO), e orbita terrestre media (MEO), garantendo l'inserimento in orbita di un carico utile dalla massa che può spaziare tra le 4,5 t verso orbite GEO e le 20 tverso orbita LEO.
Per garantire la competitività, soprattutto nei confronti della SpaceX la cui filosofia volta al riutilizzo sta lentamente rivoluzionando il concetto di lanciatore e potrebbe nel futuro abbattere i costi di messa in orbita, l'ArianeGroup ha deciso di puntare a un design non riutilizzabile ma di tipo modulare che permette di diminuire i costi operativi (basta pensare che il P120C, oltre a essere il booster dell'Ariane 6, è anche il primo stadio del Vega C).

## Descrizione
Ariane 6 possiede due diverse configurazioni:
- Ariane 64, con quattro booster a propellente solido (P120), che ha un peso al decollo di circa 860 tonnellate e permetterà di completare missioni con un carico utile di 11 tonnellate verso orbite GTO e 20 tonnellate verso orbite LEO.
- Ariane 62, con due booster a propellente solido (P120), ha un peso al decollo di circa 530 tonnellate ed è inteso principalmente per missioni governative[13] o scientifiche. È in grado di trasportare 4,5 tonnellate di payload verso GTO e 7 tonnellate verso LEO.

Queste due varianti, che differiscono fondamentalmente per il numero di booster e sono facilmente riconoscibili anche dal numero che segue il 6, permettono di conseguire l'ampio ventaglio di missioni preposte come obiettivo dallo sviluppo del lanciatore.

## Componenti
Le componenti propulsive di Ariane 6 sono:
- i booster a propellente solido, 2 P120C per la versione A62 e 4 per la versione A64. I P120C sono in comune con il vettore leggero Vega C[14].
- lo stadio principale a combustibile criogenico (idrogeno e ossigeno liquidi) con un propulsore Vulcain 2 di Ariane 5;
- lo stadio superiore a combustibile criogenico (idrogeno e ossigeno liquidi) con un propulsore Vinci utilizzabile più volte rispetto all'HM-7B di Ariane 5 ECA, che è utilizzabile una sola volta.

## Differenze rispetto ad Ariane 5
Ariane 6 nasce dal bisogno di andare a colmare alcuni dei maggiori difetti dell'Ariane 5 e dunque è caratterizzato da alcune principali differenze rispetto al suo predecessore:
- duplice configurazione A62/A64: la possibilità di avere due versioni, tramite l'utilizzo di 2 oppure 4 booster solidi, permetterà di avere una maggiore flessibilità in termini di range di payload possibili, andando ad ampliare il mercato per ArianeSpace.
- costo minore: nella progettazione dell'Ariane 6 sono stati utilizzati accorgimenti tecnici orientati ad una riduzione del costo e delle operazioni. Un esempio è l'utilizzo di serbatoi suddivisi per il propellente criogenico, a differenza dei serbatoi integrali dell'Ariane 5: questa soluzione permetterà di ridurre i costi e la complessità del sistema, al costo di una maggiore massa dei serbatoi.
- propulsore Vinci: il secondo stadio criogenico dell'Ariane 6 sarà equipaggiato con il già citato propulsore Vinci, che rispetto all'HM-7B ha una spinta maggiore, ma soprattutto ha la capacità, per la prima volta per un motore europeo, di essere riutilizzabile. Questo permetterà il rilascio di svariati payload su orbite anche molto differenti tra loro, garantendo una flessibilità di missione mai ottenuta prima.

## Tipico profilo di missione
Il tipico profilo di missione dell'Ariane 6 è suddiviso in tre fasi distinte:

### Fase di ascesa
Quando al decollo il Vulcain 2.1 viene acceso, i computer di bordo controllano lo stato del propulsore e autorizzano il decollo accendendo i due (o quattro) booster solidi.
La separazione dei razzi a propellente solido è attivata non appena il loro combustibile viene esaurito e la copertura del payload viene rilasciata approssimativamente un minuto dopo, quando il flusso aerotermico diventa sufficientemente basso, in modo da non danneggiare il carico utile.
Lo spegnimento del Vulcain 2.1 con la separazione del primo stadio segna la fine della prima fase.

### Fase dello stadio superiore
Lo stadio superiore (ULPM) è accendibile diverse volte, offrendo una grande flessibilità e permettendo la possibilità di posizionare carichi utili su orbite differenti in caso di un lancio condiviso. Questa fase consiste tipicamente in una, due o più accensioni per raggiungere l'orbita obiettivo, dipendentemente dall'altitudine, eccentricità e inclinazione:
- Per orbite equatoriali molto ellittiche, come GTO, avviene una singola spinta (profilo diretto)
- Per orbite circolari, molto inclinate o GTO+ si usa una prima accensione per raggiungere un'orbita intermedia quindi, in seguito a una fase di coast la cui durata dipende dall'orbita obiettivo, si esegue una seconda accensione del Vinci per raggiungere l'orbita finale.
- In caso di lanci con payload multipli possono essere effettuate diverse accensioni e spegnimenti del propulsore per garantire il raggiungimento di tutte le orbite prefisse dalla missione, anche se con diverse eccentricità e inclinazioni.

In seguito il carico utile viene separato.

### Deorbitazione dello stadio superiore
Dopo la separazione del carico utile e in seguito a un tempo necessario per garantire una distanza di sicurezza tra lo stadio superiore e il carico pagante, lo stadio superiore tipicamente viene deorbitato oppure condotto verso un'orbita cimitero. Quest'ultima manovra può essere effettuata tramite i propulsori dell'ACS o in alcuni casi direttamente tramite il propulsore principale.

## Sviluppi futuri
La forte concorrenza, specialmente determinata dai nuovi vettori riutilizzabili, comporterà la necessità di proseguire lo sviluppo di nuove tecnologie che permettano il potenziamento o la sostituzione entro breve dell'Ariane 6 in un'ottica di riduzione sempre crescente dei costi di lancio.

### Prometheus
Il Prometheus è un motore Lox/metano che permetterà di ottenere spinte variabili in tutte le fasi di volo aumentando la flessibilità del lanciatore. La spinta variabile è fondamentale per poter guidare il vettore in una fase di rientro ed è pertanto una tecnologia necessaria se si vuole recuperare e riutilizzare gli stadi del razzo. Il motore avrà una spinta da 100 tonnellate ad un costo 10 volte inferiore al motore utilizzato nelle versioni iniziali dell'Ariane 6 grazie all'utilizzo di tecnologie che permetteranno di ridurre il numero di componenti del motore riducendone anche il peso.

### Themis
Il progetto Themis ha lo scopo di sviluppare quello che sarà uno stadio primario riutilizzabile. Questo progetto integrerà mano a mano le varie tecnologie sviluppate per il progetto Prometheus.

### Icarus
Il progetto Icarus  ha lo scopo di sviluppare uno stadio superiore del lanciatore in composito, permettendo quindi di ridurne il peso ed aumentando pertanto il carico utile.

#### SUSIE
Lo Smart Upper Stage for Innovative Exploration (abbreviato SUSIE) è un veicolo orbitale VTVL dedicato sia ad equipaggio, sia a cargo, riutilizzabile e compatibile con i vettori Ariane 6, in via di sviluppo nell'ambito del programma NESTS dell'Esa, da parte di Arianespace.

## Lanci
| Volo N° | Data e Ora (UTC) | Tipo/Nr. seriale                  | Carico utile             | Orbita | Cliente    | Massa del carico utile | Esito missione |
| ------- | --- | --------------------------------- | ------------------------ | ------ | ---------- | ---------------------- | -------------- |
| VA262   | 9 luglio 2024 19:00 | Ariane 62 L6001                   | boilerplate vari payload | LEO    | ESA vari   | 1600 kg                | Parziale       |
| VA262   | Volo inaugurale del lanciatore Ariane 6. Tra i payload erano presenti il cubesat 3Cat-4, dell'Università politecnica della Catalogna, ISTSat-1, un cubesat dell'Instituto Superior Técnico dell'Università di Lisbona, il Cubesat Radio Interferometry Experiment (CURIE), costituito da due cubesat sviluppati dall'Università della California e dalla NASA, e dal cubesat GRBBeta sviluppato dall'Università tecnica di Košice. Questi payload sono stati rilasciati in orbita tramite EXOpod Nova, un deployer di satelliti sviluppato da Exolaunch. Tra i rimanenti payload erano presenti la capsula di rientro Nyx Bikini, sviluppata da The Exploration Company per raccogliere dati nella fase di rientro atmosferico, e dalla capsula di rientro SpaceCase SC-X01, sviluppata da ArianeGroup per raccogliere dati e testare uno scudo termico ablativo sperimentale. Oltre a queste capsule erano presenti il nanosatellite OOV-Cube, i cubesat PariSat, Robusta-3A, Curium One, REPLICATOR-3D e gli esperimenti YPSat, un payload posizionato all'interno dello stadio superiore per acquisire dati, immagini e video delle fasi di volo e del rilascio dei cubesat, LIFI, SIDLOC, Peregrinus. Tutte le fasi del lancio sono state completate con successo, tranne un problema alla Auxiliary Power Unit del propulsore Vinci del secondo stadio che ha impedito la sua ultima accensione.. Questa anomalia non ha permesso il rilascio delle due capsule di rientro e il rientro atmosferico del secondo stadio.. Tutti gli altri payload sono stati trasportati nell'orbita prevista. |                                   |                          |        |            |                        |                |
| VA263   | 6 marzo 2025 16:24 | Ariane 62 L6002                   | CSO-3                    | SSO    | CNES / DGA | 3655 kg                | Riuscito       |
| VA263   | 6 marzo 2025 16:24 | Satellite spia militare francese. |                          |        |            |                        |                |

### Lanci pianificati
| Data           | Tipo                                                                                  | Carico utile                                   | Orbita                     | Cliente         | Stato       |
| -------------- | ------------------------------------------------------------------------------------- | ---------------------------------------------- | -------------------------- | --------------- | ----------- |
| 13 agosto 2025 | Ariane 62 VA264                                                                       | MetOp-SG-A1                                    | SSO                        | EUMETSAT        | Programmato |
| 2025           | Ariane 62                                                                             | Galileo FOC FM 29, 30                          | MEO                        | ESA             | Programmato |
| Q4 2025        | Ariane 64                                                                             | Progetto Kuiper (30+ satelliti)                | LEO                        | Amazon          | Programmato |
| Q4 2025        | Primo lancio della versione Ariane 64 e primo lancio di Ariane per il Progetto Kuiper |                                                |                            |                 |             |
| 2025           | Ariane 62                                                                             | Sentinel-1D                                    | SSO                        | ESA             | Programmato |
| 2026           | Ariane 62                                                                             | Galileo FOC FM 28, 31                          | MEO                        | ESA             | Programmato |
| 2026           | Ariane 62                                                                             | Galileo FOC FM 33, 34                          | MEO                        | ESA             | Programmato |
| 2026           | Ariane 64                                                                             | Intelsat-41, 44                                | GTO                        | Intelsat        | Programmato |
| 2026           | Ariane 6                                                                              | Galileo G2 1                                   | MEO                        | ESA             | Programmato |
| 2026           | Ariane 6                                                                              | Hellas Sat-5                                   | GTO                        | Hellas Sat      | Programmato |
| Q2 2026        | Ariane 64                                                                             | MTG-I2                                         | GTO                        | EUMETSAT        | Programmato |
| Q2 2026        | Ariane 64                                                                             | Intelsat 45                                    | GTO                        | Intelsat        | Programmato |
| Q4 2026        | Ariane 64                                                                             | Multi-Launch Service (MLS)                     | GTO                        | TBA             | Programmato |
| 2026           | Ariane 62                                                                             | PLATO                                          | Sole-Terra L2              | ESA             | Programmato |
| 2026           | Ariane 64                                                                             | Uhura-1 (Node-1)                               | GTO                        | Skyloom         | Programmato |
| 2027           | Ariane 64                                                                             | Optus-11                                       | GTO                        | Optus           | Programmato |
| Q4 2027        | Ariane 64                                                                             | MLS #2                                         | GTO                        | TBA             | Programmato |
| 2027           | Ariane 64                                                                             | Earth Return Orbiter (ERO)                     | Areocentrica               | ESA             | Programmato |
| Q4 2028        | Ariane 64                                                                             | MLS #3                                         | GTO                        | TBA             | Programmato |
| Q3 2029        | Ariane 64                                                                             | MLS #4 rideshare mission                       | GTO                        | TBA             | Programmato |
| 2029           | Ariane 62                                                                             | ARIEL, Comet Interceptor                       | Sole-Terra L2              | ESA             | Programmato |
| 2030           | Ariane 64                                                                             | Argonaut                                       | TLI                        | ESA             | Programmato |
| 2035           | Ariane 64                                                                             | Athena                                         | Sole-Terra L2, Orbita halo | ESA             | Programmato |
| 2035           | Ariane 6                                                                              | LISA                                           | Eliocentrica               | ESA             | Programmato |
| TBD            | Ariane 64                                                                             | 18 lanci del Progetto Kuiper (35–40 satelliti) | LEO                        | Progetto Kuiper | Programmato |
| TBD            | Ariane 62                                                                             | Electra                                        | GTO                        | SES S.A. / ESA  | Programmato |
| TBD            | Ariane 62                                                                             | Eutelsat ×5                                    | GTO                        | Eutelsat        | Programmato |

Q = quadrimestre
H = semestre